# Evrovizijska Melodija 2022
Die 23. Evrovizijska Melodija (EMA) (oder EMA Evrovizija) fand am 19. Februar 2022 in Ljubljana statt und war der slowenische Vorentscheid für den Eurovision Song Contest 2022 in Turin (Italien). Die Band LPS gewann den Wettbewerb mit ihrem Lied Disko.

## Format

### Konzept
Am 15. September 2021 bestätigte die öffentlich-rechtliche Rundfunkanstalt Radiotelevizija Slovenija (RTV SLO) ihre Teilnahme am Eurovision Song Contest 2022 sowie auch die Rückkehr von EMA als Vorentscheidung.
Am 8. Oktober 2021 gab RTV SLO das Format der Sendung für 2022 bekannt. Wie bereits 2020 neu eingeführt, wird auch 2022 vor der Sendung die Vorentscheidung EMA Freš stattfinden. Dort werden vier Wildcards für EMA 2022 vergeben. Insgesamt sollen laut RTV SLO 20 Teilnehmer an EMA 2022 teilnehmen, die auf zwei Halbfinale aufgeteilt werden. Je Halbfinale treten dann acht  Interpreten sowie die zwei Wildcard-Kandidaten an, wovon sechs das Finale erreichen. Drei Interpreten werden von der Jury bestimmt, die verbleibenden drei vom Televoting. Somit werden im Finale zwölf Teilnehmer gegeneinander antreten. Im Finale bestimmen dann zu 50 % fünf fünfköpfige Jurys sowie zu 50 % das Televoting das Ergebnis. Anders als in den Jahren zuvor, sollen 2022 zwei Halbfinals mit jeweils zehn Beiträgen stattfinden. Insgesamt zwölf Beiträge werden sich aus beiden Halbfinals für das Finale qualifizieren.

### Moderation
Am 19. Januar 2022 gab RTV SLO bekannt, dass Melani Mekicar und Bojan Cvjetićanin die beiden Halbfinals und das Finale moderieren werden.

### Beitragswahl
Vom 8. Oktober 2021 bis zum 22. November 2021 konnten Beiträge bei RTV SLO eingereicht werden. Danach wählte eine Jury die besten Beiträge aus. Ausschnitte der Songs wurden am 20. und 21. Januar 2022 veröffentlicht.

## Halbfinale

### Erstes Halbfinale
Das erste Halbfinale fand am 5. Februar 2022 um 20:00 Uhr (MEZ) statt. Insgesamt sechs Beiträge qualifizierten sich für das Finale.
| Startnr. | Interpret        | Lied Musik (M) und Text (T) | Sprache    | Übersetzung (Inoffiziell)  | Platz | Platz     |
| Startnr. | Interpret        | Lied Musik (M) und Text (T) | Sprache    | Übersetzung (Inoffiziell)  | Jury  | Zuschauer |
| -------- | ---------------- | --- | ---------- | -------------------------- | ----- | --------- |
| 6        | Stela Sofia      | Tu In Zdaj M: Stela Sofia, Žan Serčič; T: Žan Serčič                                                                               | Slowenisch | Hier und jetzt             | 7.    | 1.        |
| 5        | LUMA             | All In M: Lucija Harum, Martin Vogrin; T: Lucija Harum, Martin Vogrin, Vid Turica                                                  | Englisch   | Alles drin                 | 2.    | 2.        |
| 10       | Manouche         | Si sama? M/T: Robert Pikl | Slowenisch | Bist du alleine?           | 5.    | 3.        |
| 1        | July Jones       | Girls Can Do Anything M/T: July Jones, Toby Scott                                                                                  | Englisch   | Mädchen können alles tun   | 1.    | 7.        |
| 8        | Batista Cadillac | Mim pravil M: Matija Koritnik, Urban Lutman, Martin Štibernik, Tadej Košir; T: Matija Koritnik, Benjamin Krnetić, Martin Štibernik | Slowenisch | Meine Regeln               | 3.    | 5.        |
| 2        | David Amaro      | Še vedno si lepa M: Goran Šarac; T: Rok Lunaček                                                                                    | Slowenisch | Du bist immer noch schön   | 4.    | 8.        |
| 3        | Le Serpentine    | Tud teb se lahk zgodi M/T: Žiga Jokić                                                                                              | Slowenisch | Es kann auch dir passieren | 9.    | 4.        |
| 7        | Jonatan Haller   | Obzorje M: Jonatan Haller, Satja Medvešek, Jernej Drnovšek; T: Jonatan Haller, Miha Rednak                                         | Slowenisch | Horizont                   | 6.    | 9.        |
| 4        | Bowrain & Brina  | Čas je M: Tine Grgurevič; T: Gregor Kosi                                                                                           | Slowenisch | Es ist Zeit                | 10.   | 6.        |
| 9        | Zala Smolnikar   | V ogledalu M/T: Zala Smolnikar | Slowenisch | Im Spiegel                 | 8.    | 10.       |

 Kandidat hat sich per Televoting für das Finale qualifiziert.
 Kandidat hat sich durch die Jury für das Finale qualifiziert.

### Zweites Halbfinale
Das zweite Halbfinale fand am 12. Februar 2022 um 20:00 Uhr (MEZ) statt. Insgesamt sechs Beiträge qualifizierten sich für das Finale.
| Startnr. | Interpret         | Lied Musik (M) und Text (T)                                                      | Sprache              | Übersetzung (Inoffiziell) | Platz | Platz     |
| Startnr. | Interpret         | Lied Musik (M) und Text (T)                                                      | Sprache              | Übersetzung (Inoffiziell) | Jury  | Zuschauer |
| -------- | ----------------- | -------------------------------------------------------------------------------- | -------------------- | ------------------------- | ----- | --------- |
| 5        | Leya Leanne       | Naked M: Leya Leanne, Shawn Myers, Jonas Gladnikoff; T: Shawn Myers              | Englisch             | Nackt                     | 6.    | 1.        |
| 6        | LPS               | Disko M/T: Filip Vidušin, Žiga Žvižej, Gašper Hlupič, Mark Semeja, Zala Velenšek | Slowenisch           | Disko                     | 1.    | 2.        |
| 8        | BQL               | Maj M: Anej Piletič, Raay; T: Marjetka Vovk                                      | Slowenisch           | Mai                       | 5.    | 3.        |
| 9        | Hauptman          | Sledim M: Žan Hauptman, Vid Turica; T: Žan Hauptman                              | Slowenisch           | Ich folge                 | 2.    | 6.        |
| 2        | Gušti feat. Leyre | Nova romantika M/T: Miha Guštin                                                  | Slowenisch           | Neue Romanze              | 3.    | 8.        |
| 7        | Anabel            | Tendency M/T: Ana Teržan                                                         | Englisch             | Tendenz                   | 4.    | 7.        |
| 1        | Mia Guček         | Independiente M/T: Mia Guček, Octavian Rasinariu, Patrick Jamnik                 | Englisch, Slowenisch | Unabhängig                | 9.    | 4.        |
| 10       | Eva Moškon        | Kliki M: Nermin Puškar; T: Srečko Meolic                                         | Slowenisch           | Klicks                    | 10.   | 5.        |
| 3        | Klara Jazbec      | Vse kar imam M: Ed Fisher; T: Ani Cordero, Klara Jazbec                          | Slowenisch           | Alles was ich habe        | 8.    | 9.        |
| 4        | Verdan Ljubenko   | H2O dieta M: Vedran Ljubenko, Jakov Zadro; T: Vedran Ljubenko                    | Slowenisch           | H2O Diät                  | 7.    | 10.       |

 Kandidat hat sich per Televoting für das Finale qualifiziert.
 Kandidat hat sich durch die Jury für das Finale qualifiziert.

## Finale
Das Finale fand am 19. Februar 2022 um 20:00 Uhr (MEZ) statt. LPS gewannen den Wettbewerb mit ihrem Song Disko.
| Platz | Startnr. | Interpret         | Lied Musik (M) und Text (T) | Sprache    | Übersetzung (Inoffiziell) | Punkte | Punkte    | Gesamt |
| Platz | Startnr. | Interpret         | Lied Musik (M) und Text (T) | Sprache    | Übersetzung (Inoffiziell) | Jury   | Zuschauer | Gesamt |
| ----- | -------- | ----------------- | --- | ---------- | ------------------------- | ------ | --------- | ------ |
| 1.    | 9        | LPS               | Disko M/T: Filip Vidušin, Žiga Žvižej, Gašper Hlupič, Mark Semeja, Zala Velenšek                                                   | Slowenisch | Disko                     | 43     | 60        | 103    |
| 2.    | 12       | Batista Cadillac  | Mim pravil M: Matija Koritnik, Urban Lutman, Martin Štibernik, Tadej Košir; T: Matija Koritnik, Benjamin Krnetić, Martin Štibernik | Slowenisch | Meine Regeln              | 50     | 40        | 90     |
| 3.    | 5        | BQL               | Maj M: Anej Piletič, Raay; T: Marjetka Vovk                                                                                        | Slowenisch | Mai                       | 19     | 50        | 69     |
| 4.    | 11       | LUMA              | All In M: Lucija Harum, Martin Vogrin; T: Lucija Harum, Martin Vogrin, Vid Turica                                                  | Englisch   | Alles drin                | 33     | 35        | 68     |
| 5.    | 7        | July Jones        | Girls Can Do Anything M/T: July Jones, Toby Scott                                                                                  | Englisch   | Mädchen können alles tun  | 32     | 30        | 62     |
| 6.    | 3        | Manouche          | Si sama? M/T: Robert Pikl | Slowenisch | Bist du alleine?          | 28     | 25        | 53     |
| 7.    | 6        | Gušti feat. Leyre | Nova romantika M/T: Miha Guštin | Slowenisch | Neue Romanze              | 28     | 10        | 38     |
| 8.    | 10       | Hauptman          | Sledim M: Žan Hauptman, Vid Turica; T: Žan Hauptman                                                                                | Slowenisch | Ich folge                 | 29     | 5         | 34     |
| 9.    | 4        | Leya Leanne       | Naked M: Leya Leanne, Shawn Myers, Jonas Gladnikoff; T: Shawn Myers                                                                | Englisch   | Nackt                     | 8      | 20        | 28     |
| 10.   | 2        | Stela Sofia       | Tu In Zdaj M: Stela Sofia, Žan Serčič; T: Žan Serčič                                                                               | Slowenisch | Hier und jetzt            | 8      | 15        | 23     |
| 11.   | 1        | Anabel            | Tendency M/T: Ana Teržan | Englisch   | Tendenz                   | 10     | 0         | 10     |
| 12.   | 8        | David Amaro       | Še vedno si lepa M: Goran Šarac; T: Rok Lunaček                                                                                    | Slowenisch | Du bist immer noch schön  | 2      | 0         | 2      |

## EMA Freš
Die 2. Ausgabe der EMA Freš fand am 28. Januar 2022 statt und war ein Internet-Vorentscheid bei dem junge Interpreten die Möglichkeit hatten einen Startplatz bei EMA 2022 zu erhalten. Der Vorentscheid richtete sich an unter 30-jährige, die bisher nicht mehr als drei Lieder veröffentlicht hatten. Der Einsendeschluss war der 22. November 2021.
Der Auswahlprozess fand über mehrere Runden statt und begann mit online Vorrunden, die über mehrere Wochen andauerten. Von Montag bis Donnerstag fanden vier Duelle mit jeweils zwei Interpreten statt, aus denen sich ein Interpret für das Wochenfinale, am Samstag und Sonntag einer jeweiligen Woche, qualifizierte. Im Wochenfinale traten dann die vier Sieger der Duelle gegeneinander in einer weiteren online Abstimmung an, aus der sich pro Woche drei Interpreten für das Finale qualifizierten. Alle in der Vorrunde bereits ausgeschiedenen Interpreten sowie die Interpreten, die im Wochenfinale ausgeschieden waren, erhielten über die Zweite Chance eine weitere Möglichkeit am Finale der EMA Freš teilzunehmen. In der Zweiten Chance-Runde traten Gruppen von jeweils drei Interpreten in einer weiteren online Abstimmung gegeneinander an. Die fünf Gewinner der jeweiligen Gruppen qualifizierten sich ebenfalls für das Finale des EMA Freš.
Das Finale, das ursprünglich aus zwei Live-Übertragungen im Fernsehen bestehen sollte, aber letztlich doch aus einem Finale bestand, fand am 28. Januar 2022 statt. Das Ergebnis wurde zu 50 % aus einer Jury und zu 50 % aus dem Televoting bestimmt. Die zwei Televoting- und die zwei Juryfavoriten der Sendung gewannen jeweils eine Wildcard für EMA 2022.

### Erste Woche
| Erste Runde | Erste Runde  | Erste Runde | Erste Runde  | Erste Runde                                                                                     | Erste Runde          | Erste Runde               |
| Duell       | Datum        | Startnr.    | Interpret    | Lied Musik (M) und Text (T)                                                                     | Sprache              | Übersetzung (Inoffiziell) |
| ----------- | ------------ | ----------- | ------------ | ----------------------------------------------------------------------------------------------- | -------------------- | ------------------------- |
| 1           | 29. November | 1           | Katja Kos    | Deadly flower M/T: Katja Kos                                                                    | Englisch             | Tote Blume                |
| 1           | 29. November | 2           | Nika S.      | Počakaj me M/T: Nika S.                                                                         | Slowenisch           | Warte auf mich            |
|             |              |             |              |                                                                                                 |                      |                           |
| 2           | 30. November | 1           | Anja Vodošek | Maniac M/T: Anja Vodošek                                                                        | Englisch             | Wahnsinnig                |
| 2           | 30. November | 2           | Stela Sofia  | Tu In Zdaj M/T: Stela Tavzelj, Žan Serčič                                                       | Slowenisch           | Hier und jetzt            |
|             |              |             |              |                                                                                                 |                      |                           |
| 3           | 1. Dezember  | 1           | LPS          | Disko M/T: Filip Vidušin, Gašper Hlupič, Jakob Korošec, Mark Semeja, Zala Velenšek, Žiga Žvižej | Slowenisch           | Disko                     |
| 3           | 1. Dezember  | 2           | Neli Jerot   | Magnum Opus M/T: Neli Jerot                                                                     | Slowenisch, Englisch | Hauptwerk                 |
|             |              |             |              |                                                                                                 |                      |                           |
| 4           | 2. Dezember  | 1           | Ella         | A Sem Dovolj? M/T: Ella                                                                         | Slowenisch           | Bin ich genug?            |
| 4           | 2. Dezember  | 2           | Jon Vitezič  | Jesus Style M/T: Jon Vitezič                                                                    | Englisch             | Jesus Style               |

| Wochenfinale | Wochenfinale   | Wochenfinale | Wochenfinale | Wochenfinale                                                                                    | Wochenfinale | Wochenfinale              |
| Duell        | Datum          | Startnr.     | Interpret    | Lied Musik (M) und Text (T)                                                                     | Sprache      | Übersetzung (Inoffiziell) |
| ------------ | -------------- | ------------ | ------------ | ----------------------------------------------------------------------------------------------- | ------------ | ------------------------- |
| 1            | 4.–5. Dezember | 1            | Nika S.      | Počakaj me M/T: Nika S.                                                                         | Slowenisch   | Warte auf mich            |
| 1            | 4.–5. Dezember | 2            | Stela Sofia  | Tu In Zdaj M/T: Stela Tavzelj, Žan Serčič                                                       | Slowenisch   | Hier und jetzt            |
| 1            | 4.–5. Dezember | 3            | LPS          | Disko M/T: Filip Vidušin, Gašper Hlupič, Jakob Korošec, Mark Semeja, Zala Velenšek, Žiga Žvižej | Slowenisch   | Disko                     |
| 1            | 4.–5. Dezember | 4            | Jon Vitezič  | Jesus Style M/T: Jon Vitezič                                                                    | Englisch     | Jesus Style               |

 Kandidat hat sich für das Finale qualifiziert.
 Kandidat hat sich für das Wochenfinale qualifiziert.

### Zweite Woche
| Erste Runde | Erste Runde | Erste Runde | Erste Runde   | Erste Runde                                         | Erste Runde | Erste Runde                  |
| Duell       | Datum       | Startnr.    | Interpret     | Lied Musik (M) und Text (T)                         | Sprache     | Übersetzung (Inoffiziell)    |
| ----------- | ----------- | ----------- | ------------- | --------------------------------------------------- | ----------- | ---------------------------- |
| 1           | 6. Dezember | 1           | Ina           | Moj dopamin M/T: Ina                                | Slowenisch  | Mein Dopamin                 |
| 1           | 6. Dezember | 2           | LaraYul       | Moja lekcija M/T: LaraYul                           | Slowenisch  | Meine Lektion                |
|             |             |             |               |                                                     |             |                              |
| 2           | 7. Dezember | 1           | Ain‘t Harmony | Hočem da M/T: Ain‘t Harmony                         | Slowenisch  | Ich will                     |
| 2           | 7. Dezember | 2           | Jaka Hliš     | Svoje sreče krojač M/T: Jaka Hliš                   | Slowenisch  | Dein glücklicher Schneider   |
|             |             |             |               |                                                     |             |                              |
| 3           | 8. Dezember | 1           | LUMA          | All In M/T: Lucija Harum, Martin Vogrin, Vid Turica | Englisch    | Alles drin                   |
| 3           | 8. Dezember | 2           | Mitja Dragan  | Iščem M/T: Mitja Dragan                             | Slowenisch  | Suchend                      |
|             |             |             |               |                                                     |             |                              |
| 4           | 9. Dezember | 1           | Evita         | Črno-bela M/T: Evita                                | Slowenisch  | Schwarz und Weiß             |
| 4           | 9. Dezember | 2           | Lara Dovier   | Ko sva se prvič spoznala M/T: Lara Dovier           | Slowenisch  | Bei unserer ersten Begegnung |

| Wochenfinale | Wochenfinale     | Wochenfinale | Wochenfinale | Wochenfinale                                        | Wochenfinale | Wochenfinale                 |
| Duell        | Datum            | Startnr.     | Interpret    | Lied Musik (M) und Text (T)                         | Sprache      | Übersetzung (Inoffiziell)    |
| ------------ | ---------------- | ------------ | ------------ | --------------------------------------------------- | ------------ | ---------------------------- |
| 1            | 11.–12. Dezember | 1            | Ina          | Moj dopamin M/T: Ina                                | Slowenisch   | Mein Dopamin                 |
| 1            | 11.–12. Dezember | 2            | Jaka Hliš    | Svoje sreče krojač M/T: Jaka Hliš                   | Slowenisch   | Dein glücklicher Schneider   |
| 1            | 11.–12. Dezember | 3            | LUMA         | All In M/T: Lucija Harum, Martin Vogrin, Vid Turica | Englisch     | Alles drin                   |
| 1            | 11.–12. Dezember | 4            | Lara Dovier  | Ko sva se prvič spoznala M/T: Lara Dovier           | Slowenisch   | Bei unserer ersten Begegnung |

 Kandidat hat sich für das Finale qualifiziert.
 Kandidat hat sich für das Wochenfinale qualifiziert.

### Dritte Woche
| Erste Runde | Erste Runde  | Erste Runde | Erste Runde                     | Erste Runde                                           | Erste Runde | Erste Runde               |
| Duell       | Datum        | Startnr.    | Interpret                       | Lied Musik (M) und Text (T)                           | Sprache     | Übersetzung (Inoffiziell) |
| ----------- | ------------ | ----------- | ------------------------------- | ----------------------------------------------------- | ----------- | ------------------------- |
| 1           | 13. Dezember | 1           | Hvala Brothers                  | Gremo naprej M/T: Hvala Brothers                      | Slowenisch  | Fortfahren                |
| 1           | 13. Dezember | 2           | Leya Leanne                     | Naked M/T: Jonas Gladnikoff, Leya Leanne, Shawn Myers | Englisch    | Nackt                     |
|             |              |             |                                 |                                                       |             |                           |
| 2           | 14. Dezember | 1           | De Liri                         | Obstajam M/T: De Liri                                 | Slowenisch  | Ich existiere             |
| 2           | 14. Dezember | 2           | Katja Korošec                   | Levo in desno M/T: Katja Korošec                      | Slowenisch  | Links und rechts          |
|             |              |             |                                 |                                                       |             |                           |
| 3           | 15. Dezember | 1           | Emma                            | Moja sreča M/T: Emma                                  | Slowenisch  | Mein Glück                |
| 3           | 15. Dezember | 2           | Nina Sodnik                     | Will You Be Enough M/T: Nina Sodnik                   | Englisch    | Wirst du genug sein       |
|             |              |             |                                 |                                                       |             |                           |
| 4           | 16. Dezember | 1           | Marijan Novak & Špela Velikanje | I Am So in Love M/T: Marijan Novak & Špela Velikanje  | Englisch    | Ich bin so verliebt       |
| 4           | 16. Dezember | 2           | Mia Vučkovič                    | Telenovela M/T: Mia Vučkovič                          | Slowenisch  | Telenovela                |

| Wochenfinale | Wochenfinale     | Wochenfinale | Wochenfinale                    | Wochenfinale                                          | Wochenfinale | Wochenfinale              |
| Duell        | Datum            | Startnr.     | Interpret                       | Lied Musik (M) und Text (T)                           | Sprache      | Übersetzung (Inoffiziell) |
| ------------ | ---------------- | ------------ | ------------------------------- | ----------------------------------------------------- | ------------ | ------------------------- |
| 1            | 18.–19. Dezember | 1            | Leya Leanne                     | Naked M/T: Jonas Gladnikoff, Leya Leanne, Shawn Myers | Englisch     | Nackt                     |
| 1            | 18.–19. Dezember | 2            | De Liri                         | Obstajam M/T: De Liri                                 | Slowenisch   | Ich existiere             |
| 1            | 18.–19. Dezember | 3            | Emma                            | Moja sreča M/T: Emma                                  | Slowenisch   | Mein Glück                |
| 1            | 18.–19. Dezember | 4            | Marijan Novak & Špela Velikanje | I Am So in Love M/T: Marijan Novak & Špela Velikanje  | Englisch     | Ich bin so verliebt       |

 Kandidat hat sich für das Finale qualifiziert.
 Kandidat hat sich für das Wochenfinale qualifiziert.

### Zweite Chance
| Duell | Datum        | Startnr. | Interpret      | Lied Musik (M) und Text (T)               | Sprache              | Übersetzung (Inoffiziell)    |
| ----- | ------------ | -------- | -------------- | ----------------------------------------- | -------------------- | ---------------------------- |
| 1     | 20. Dezember | 1        | Katja Korošec  | Levo in desno M/T: Katja Korošec          | Slowenisch           | Links und rechts             |
| 1     | 20. Dezember | 2        | Katja Kos      | Deadly flower M/T: Katja Kos              | Englisch             | Tote Blume                   |
| 1     | 20. Dezember | 3        | Neli Jerot     | Magnum Opus M/T: Neli Jerot               | Slowenisch, Englisch | Hauptwerk                    |
|       |              |          |                |                                           |                      |                              |
| 2     | 21. Dezember | 1        | Emma           | Moja sreča M/T: Emma                      | Slowenisch           | Mein Glück                   |
| 2     | 21. Dezember | 2        | LaraYul        | Moja lekcija M/T: LaraYul                 | Slowenisch           | Meine Lektion                |
| 2     | 21. Dezember | 3        | Mitja Dragan   | Iščem M/T: Mitja Dragan                   | Slowenisch           | Suchend                      |
|       |              |          |                |                                           |                      |                              |
| 3     | 22. Dezember | 1        | Ain‘t Harmony  | Hočem da M/T: Ain‘t Harmony               | Slowenisch           | Ich will                     |
| 3     | 22. Dezember | 2        | Anja Vodošek   | Maniac M/T: Anja Vodošek                  | Englisch             | Wahnsinnig                   |
| 3     | 22. Dezember | 3        | Nina Sodnik    | Will You Be Enough M/T: Nina Sodnik       | Englisch             | Wirst du genug sein          |
|       |              |          |                |                                           |                      |                              |
| 4     | 23. Dezember | 1        | Hvala Brothers | Gremo naprej M/T: Hvala Brothers          | Slowenisch           | Fortfahren                   |
| 4     | 23. Dezember | 2        | Lara Dovier    | Ko sva se prvič spoznala M/T: Lara Dovier | Slowenisch           | Bei unserer ersten Begegnung |
| 4     | 23. Dezember | 3        | Mia Vučkovič   | Telenovela M/T: Mia Vučkovič              | Slowenisch           | Telenovela                   |
|       |              |          |                |                                           |                      |                              |
| 5     | 24. Dezember | 1        | Ella           | A Sem Dovolj? M/T: Ella                   | Slowenisch           | Bin ich genug?               |
| 5     | 24. Dezember | 2        | Evita          | Črno-bela M/T: Evita                      | Slowenisch           | Schwarz und Weiß             |
| 5     | 24. Dezember | 3        | Nika S.        | Počakaj me M/T: Nika S.                   | Slowenisch           | Warte auf mich               |

 Kandidat hat sich für das Finale qualifiziert.

### Finale
Das Finale fand am 28. Januar 2022 um 20:00 Uhr (MEZ) statt. Die Sendung wurde auf TV SLO 1 übertragen. Die Zuschauer und eine dreiköpfige Jury wählten jeweils zwei Interpreten aus.
| Startnr. | Interpret                       | Lied Musik (M) und Text (T)                                                                     | Sprache    | Übersetzung (Inoffiziell)  |   |             |                                           |            |                |
| -------- | ------------------------------- | ----------------------------------------------------------------------------------------------- | ---------- | -------------------------- | - | ----------- | ----------------------------------------- | ---------- | -------------- |
| Startnr. | Interpret                       | Lied Musik (M) und Text (T)                                                                     | Sprache    | Übersetzung (Inoffiziell)  | 6 | Stela Sofia | Tu In Zdaj M/T: Stela Tavzelj, Žan Serčič | Slowenisch | Hier und jetzt |
| 7        | Leya Leanne                     | Naked M/T: Jonas Gladnikoff, Leya Leanne, Shawn Myers                                           | Englisch   | Nackt                      |   |             |                                           |            |                |
| 13       | LPS                             | Disko M/T: Filip Vidušin, Gašper Hlupič, Jakob Korošec, Mark Semeja, Zala Velenšek, Žiga Žvižej | Slowenisch | Disko                      |   |             |                                           |            |                |
| 14       | LUMA                            | All In M/T: Lucija Harum, Martin Vogrin, Vid Turica                                             | Englisch   | Alles drin                 |   |             |                                           |            |                |
| 1        | Mia Vučkovič                    | Telenovela M/T: Mia Vučkovič                                                                    | Slowenisch | Telenovela                 |   |             |                                           |            |                |
| 2        | De Liri                         | Obstajam M/T: De Liri                                                                           | Slowenisch | Ich existiere              |   |             |                                           |            |                |
| 3        | Jon Vitezič                     | Jesus Style M/T: Jon Vitezič                                                                    | Englisch   | Jesus Style                |   |             |                                           |            |                |
| 4        | Ina                             | Moj dopamin M/T: Ina                                                                            | Slowenisch | Mein Dopamin               |   |             |                                           |            |                |
| 5        | Marijan Novak & Špela Velikanje | I Am So in Love M/T: Marijan Novak & Špela Velikanje                                            | Englisch   | Ich bin so verliebt        |   |             |                                           |            |                |
| 8        | Nika S.                         | Počakaj me M/T: Nika S.                                                                         | Slowenisch | Warte auf mich             |   |             |                                           |            |                |
| 9        | Katja Kos                       | Deadly flower M/T: Katja Kos                                                                    | Englisch   | Tote Blume                 |   |             |                                           |            |                |
| 10       | Jaka Hliš                       | Svoje sreče krojač M/T: Jaka Hliš                                                               | Slowenisch | Dein glücklicher Schneider |   |             |                                           |            |                |
| 11       | Anja Vodošek                    | Maniac M/T: Anja Vodošek                                                                        | Englisch   | Wahnsinnig                 |   |             |                                           |            |                |
| 12       | Emma                            | Moja sreča M/T: Emma                                                                            | Slowenisch | Mein Glück                 |   |             |                                           |            |                |

 Kandidat hat sich für das Halbfinale qualifiziert.